# Как преуспеть в бизнесе, ничего не делая
«Как преуспеть в бизнесе, ничего не делая» (англ. How to Succeed in Business Without Really Trying; досл. Как преуспеть в бизнесе без особых усилий) — мюзикл с элементами комедии, авторства Фрэнка Лессера, Аби Барроуза, Джека Вейнстока и Вилли Гилберта, основанный на одноимённой книге 1952 года писателя Шефарда Мида (англ. Shepherd Mead).
Дебют состоялся в октябре 1961 году на Бродвее, и было дано в общей сложности 1417 постановок. Мюзикл стал обладателем семи премий «Тони», а также Пулитцеровской премии за драматическое произведение для театра. В 1967 году вышла киноадаптация мюзикла (снятая режиссёром Дэвидом Свифтом (англ. David Swift) на независимой киностудии The Mirisch Corporation и выпущенная в прокат кинокомпанией United Artists), в которой приняли участие многие актёры из оригинальной постановки 1961 года. В 1995 году мюзикл был возрождён в том же театре на 46 улице (ныне Richard Rodgers Theatre); было дано 548 постановок, а главные роли исполняли Мэттью Бродерик и Меган Маллалли. Второе возрождение мюзикла под руководством режиссёра Роба Эшфорда приходится на 2011 год. Главные роли исполняют Дэниел Рэдклифф и Джон Лароккет, дебют состоялся 27 марта 2011 года в Al Hirschfeld Theatre. В январе 2012 года на три недели Рэдклиффа заменил Даррен Крисс, а с 24 февраля по 20 мая — Ник Джонас. 20 мая 2012 года постановка была закрыта после 473-х спектаклей.

## Сюжет
Джей Пайрпонт Финч, молодой, но амбициозный мойщик окон из Нью-Йорка, после прочтения книги с советами по достижению успеха в бизнесе, решает получить работу в почтовом отделе крупной компании World Wide Wicket. Он знакомится с секретаршей Розмари Пилкингтон, которая мечтает о идиллистической загородной жизни, а также с боссом компании и его снобистским племянником, который ставит палки в колёса плану Финча.

## Действующие лица
- Джей Пайрпонт Финч— мойщик окон, претендующий на работу в компании World Wide Wicket. Любовный интерес Розмари
- Розмари Пилкингтон — секретарша в компании World Wide Wicket. Любовный интерес Финча.
- Джей Би Биггли — директор компании World Wide Wicket. Любовный интерес Хайди, несмотря на то, что женат.
- Бад Фрамп — наглый и высокомерный племянник Биггли, которому всё сходит с рук из-за родства с директором компании.
- Хайди Ла Ру — привлекательная молодая женщина, любовница Бигги, позже — мисс Уолл Уомпер.
- Смитти — секретарь в World Wide Wicket, лучший друг Розмари.

## Музыкальные партии
Акт I
- Overture
- «How to Succeed» — Джей Пайрпонт Финч
- «Happy to Keep His Dinner Warm» — Розмари Пикингтон
- «Coffee Break» — Бад Фрамп, Смити и другие секретари
- «The Company Way» — Финч и Твимбл
- «The Company Way» (реприза) — Бад и сотрудники компании
- «A Secretary is Not a Toy» — Братт, секретари и Бад
- «Been a Long Day» — Смитти, Финч и Розмари
- «Been a Long Day» (реприза) — Бадд, Джей Би Биггли и Хайди Ла Ру
- «Grand Old Ivy» — Финч и Биггли
- «Paris Original» — Розмари, Смитти, мисс Крумхольц и девушки
- «Rosemary» — Финч и Розмари
- «Finale to Act I» — Финч, Розмари и Бад

Акт II
- «Cinderella, Darling» — Смитти и девушки
  - В постановке 1995 года: «How to Succeed» (реприза)
- «Happy to Keep His Dinner Warm» (реприза) — Розмари
- «Love From a Heart of Gold» — Биггли и Хайди
- «I Believe in You» — Финч и прохожие
- «I Believe in You» (реприза) — Розмари
- «Brotherhood of Man» — Финч, мисс Джонс, Уолли Уомпер и прохожие
- «Finale: The Company Way» — сотрудники компании